# Centroclisis gabonicus
Centroclisis gabonicus là một loài côn trùng trong họ Myrmeleontidae thuộc bộ Neuroptera. Loài này được Fairmaire in Thomson miêu tả năm 1858.